# Chuyến viếng thăm Bắc Mỹ của Giáo hoàng Phanxicô
Chuyến viếng thăm Bắc Mỹ của Giáo hoàng Phanxicô diễn ra từ ngày 19 đến 27 tháng 9, năm 2015 đến Cuba, Hoa Kỳ và Đại hội đồng Liên Hợp Quốc. Ở Hoa Kỳ, nó được chính thức mang tên là "Cuộc Tông du đến Hoa Kỳ" (tiếng Anh: Apostolic Journey to the United States of America) và sẽ là chuyến viếng thăm đầu tiên của đương kim Giáo hoàng Phanxicô đến quốc gia này. Đây là chuyến thăm cấp nhà nước lần thứ bảy của một người đứng đầu Tòa Thánh Vatican đến Hoa Kỳ kể từ khi hai bên thiết lập quan hệ ngoại giao đầy đủ vào năm 1984. Còn tại Cuba, nó được mang tên là "Đức giáo hoàng Phanxicô đến Cuba" (tiếng Tây Ban Nha: Papa Francisco en Cuba), đây là chuyến thăm thứ ba của một giáo hoàng đến nước này trong vòng chưa đầy hai thập kỷ. Chuyến thăm này được cho là có ý nghĩa lịch sử vì diễn ra không lâu sau khi Cuba và Hoa Kỳ xích lại gần nhau, trong đó Giáo hoàng Phanxicô là nhân vật quan trọng giúp sắp xếp các cuộc đàm phán giữa hai bên. Trước chuyến thăm, Vatican từng nói họ hy vọng chuyến thăm của giáo hoàng sẽ giúp mang lại kết thúc cho lệnh cấm vận Cuba kéo dài 53 năm của Hoa Kỳ và dẫn tới nhiều tự do và nhân quyền trên quốc đảo. Chuyến đi này cũng kết hợp vào dịp ông chủ sự nhiều sự kiện của Đại hội Gia đình Thế giới 2015 tại thành phố Philadelphia.

## Lịch trình
Cuộc viếng thăm của Giáo hoàng Phanxicô bao gồm các thành phố: Havana, Holguín, và Santiago de Cuba (Cuba); Washington, D.C., thành phố New York và Philadelphia (Hoa Kỳ).

### Ngày 19 tháng 9
Đến phi trường thủ đô La Habana của Cuba vào lúc 4 giờ chiều cùng ngày.

### Ngày 20 tháng 9
Cử hành thánh lễ tại Quảng trường Cách mạng ở thủ đô Cuba. 
- 04:00 - Viếng thăm Chủ tịch Hội đồng Nhà nước Cuba cùng với Hội đồng Bộ trưởng Cuba tại Dinh Cách mạng. Giáo hoàng Phanxicô có buổi viếng thăm không chính thức với ông Fidel Castro tại tư gia của ông trước khi có cuộc thảo luận kín với Chủ tịch Cuba Raul Castro. Cuộc gặp gỡ anh em nhà Castro được cho là "rất thân tình".[15]
- 05:15 - Đọc kinh chiều với các linh mục, tu sĩ nam nữ và chủng sinh tại Nhà thờ chính tòa La Habana, gặp gỡ và chào thăm giới trẻ tại Trung tâm Văn hóa Felix Varela.

### Ngày 21 tháng 9
- Thăm Giáo phận Holguín
- 10:30 - cử hành thánh lễ ở Quảng trường Cách mạng.
- 03:45 - chúc lành cho thành phố Holguin từ Đồi Thánh Giá (Loma de la Cruz), đáp máy bay đến thành phố Santiago de Cuba.
- 07:00 - gặp gỡ các giám mục Cuba tại đại chủng viện thánh Basil Cả, rồi cùng với các cầu nguyện tại Đền thánh Đức Mẹ Bác Ái Mỏ Đồng, Bổn mạng của Cuba.

### Ngày 22 tháng 9
- 08:00 - cử hành thánh lễ tại Vương cung Thánh Đường Đức Mẹ Bác Ái, gặp gỡ các gia đình tại Nhà thờ chính tòa Đức Mẹ Mông Triệu của Tổng giáo phận Santiago
- 12:00 - ra sân bay để bay sang Hoa Kỳ.

### Ngày 22 tháng 9 (Washington, D.C.)
- 04:00 - Bay từ Cuba đến tại Joint Base Andrews ở Maryland, ngoại thành Washington, D.C. Gia đình Tổng thống Obama và gia đình Phó tổng thống Joe Biden ra sân bay đón Giáo hoàng Phanxicô ngay khi ông đặt chân xuống căn cứ không quân Andrews, gần thủ đô Washington D.C. Các học sinh và nhiều người dân cũng có mặt và hô vang những lời chào mừng ông.[16] Các tổng thống Hoa Kỳ rất hiếm khi nghênh đón lãnh đạo nước ngoài ở sân bay. Tổng thống George W. Bush là người tạo tiền lệ khi đón Giáo hoàng Biển Đức XVI cũng tại căn cứ Andrews hồi năm 2008.[17][18]
- Sau một cuộc trò chuyện ngắn với ông Obama, Giáo hoàng bước lên một chiếc Fiat nhỏ màu thép xám và được đoàn xe tháp tùng tới tòa sứ thần của Vatican tại Washington.[16]

### Ngày 23 tháng 9 (Washington, D.C.)
- 09:15 - Nhà Trắng - Nghi lễ Chào mừng và hội kiến Tổng thống Hoa Kỳ Barack Obama. Đây là chuyến thăm thứ ba của một vị giáo hoàng tới Nhà Trắng, sau cuộc hội kiến giữa Jimmy Carter với Giáo hoàng Gioan Phaolô II vào tháng 10 năm 1979 và George W. Bush với Giáo hoàng Biển Đức XVI vào tháng 4 năm 2008.
- 11:30 - Nhà thờ chính tòa Thánh Mátthêu Tông đồ (Washington, D.C.) - đọc Kinh Trưa với các giám mục Hoa Kỳ.
- 04:15 - Vương cung thánh đường Đền thánh Quốc gia Đức Mẹ Vô Nhiễm Nguyên Tội - Thánh lễ tuyên thánh cho Junipero Serra.

### Ngày 24 tháng 9 (Washington, D.C.; New York City)
- 09:20 - Điện Capitol Hoa Kỳ - Giáo hoàng Phanxicô trở thành giáo hoàng đầu tiên đọc diễn văn tại một phiên họp chung của Quốc hội Hoa Kỳ[19], theo lời mời của Chủ tịch Hạ viện Hoa Kỳ John Boehner, ông là một người Công giáo. Trong diễn văn bằng tiếng Anh tại quốc hội Hoa Kỳ, sau khi nhắc đến ơn gọi và sứ mạng cao quí của các nhà lập pháp, giáo hoàng cho biết qua cuộc gặp gỡ tại quốc hội này, ông muốn đối thoại với toàn dân Hoa Kỳ, với bao nhiêu người dân đang cần cù làm việc, với những người già và người trẻ.[20] Ông đề nghị chính quyền Washington sử dụng quyền lực của mình để chữa lành "những vết thương" của nhân loại do hận thù, tham lam, nghèo đói và ô nhiễm gây ra, quảng đại với người di dân, kêu gọi bãi bỏ án tử hình, đối thoại và cộng tác. Theo các chức sắc của Tòa Thánh Vatican, Giáo hoàng Phanxicô quyết định sử dụng tiếng Anh – ngôn ngữ chính của người Mỹ - trong bài phát biểu dù cách phát âm của ông chưa được chuẩn xác. Dù vậy, những người tham dự, bao gồm Phó Tổng thống Hoa Kỳ Joe Biden, Chủ tịch Hạ viện Hoa Kỳ John A. Boehner, Ngoại trưởng Hoa Kỳ John Kerry, Bộ trưởng Tư pháp Hoa Kỳ John G. Roberts Jr., các nghị sĩ đảng Dân Chủ, đảng Cộng Hòa và tín đồ Công giáo không dưới 30 lần vỗ tay khen ngợi những lời nói sâu sắc và ý nghĩa của ông.[21]
- 11:15 - Viếng thăm nhà thờ Thánh Patrick trong thành phố và Hội Bác Ái của Tổng giáo Phận Washington.
- 04:00 - Khởi hành từ Joint Base Andrews
- 05:00 - Đến Sân bay quốc tế John F. Kennedy, New York
- 06:45 - Nhà thờ Thánh Patrick ở Manhattan - đọc Kinh Chiều

### Ngày 25 tháng 9 (New York City)
- 08:30 - Trụ sở Liên Hợp Quốc - đọc diễn văn trước Đại hội đồng Liên Hợp Quốc. Đây là lần thứ năm người đứng đầu Vatican đến thăm Đại hội đồng, một truyền thống khởi đầu từ Giáo hoàng Phaolô VI năm 1965.[22] Ông đã lên án mạnh mẽ lòng tham không đáy về lợi ích vật chất và năng lượng, ông cho rằng điều đó đang tàn phá nguồn tài nguyên của Trái Đất và làm gia tăng đói nghèo, sự quan trọng của việc bảo vệ môi trường, lên án sự độc quyền và bất bình đẳng về xã hội và kinh tế với những hậu quả rõ ràng, đã khiến ông cùng toàn thể người Công giáo và nhiều người khác phải có trách nhiệm lên tiếng. Ông phản đối các cuộc chiến tranh và xung đột đặc biệt là tại Ukraina, Syria, Iraq, Libya, Nam Sudan và nhiều nơi ở châu Phi. Ông kêu gọi các lãnh đạo đấu tranh chống nạn buôn người, thúc đẩy giáo dục cho phái nữ. Khi kết thúc bài phát biểu, Giáo hoàng dẫn lời nhà văn ở quê hương của ông là El Gaucho Martin Fierro để bày tỏ mong muốn mọi người nên đấu tranh cùng nhau.[23]
- 11:30 - Bảo tàng khu tưởng niệm quốc gia ngày 11 tháng 9 và Trung tâm Thương mại Thế giới - cầu nguyện liên tôn
- 04:00 - Trường Nữ vương Các thiên thần, East Harlem - viếng thăm
- 06:00 - Madison Square Garden - Thánh lễ

### Ngày 26 tháng 9 (New York City, Philadelphia)
- 08:40 - khởi hành từ Sân bay quốc tế John F. Kennedy
- 09:30 - Atlantic Aviation, đến Sân bay quốc tế Philadelphia
- 10:30 - Nhà thờ chính tòaThánh Phêrô và Phaolô - Thánh Lễ
- 04:45 - Quảng trường Độc lập - Viếng thăm
- 07:30 - Lễ hội các gia đình tại Đại lộ Benjamin Franklin

### 27 tháng 9 (Philadelphia)
- 09:15 - Nhà nguyện St. Martin và Chủng viện Thánh Charles Borromeo - gặp gỡ các giám mục
- 11:00 - Thăm Phân khoa Curran-Fromhold Correctional ở Holmesburg, Philadelphia
- 04:00 - Đại hội Gia đình Thế giới, Đại lộ Benjamin Franklin - Thánh Lễ.[24] Sau bài nói chuyện, ông sẽ đến trại giam Fromhold Correcttional Facility, gặp gỡ chừng 100 đại diện tù nhân đang bị giam giữ tại trại giam này.[24]
- 07:00 - Đại hội Gia đình Thế giới - gặp gỡ ban tổ chức, thiện nguyện viên và các nhà hảo tâm
- 08:00 - Khởi hành đi Roma

## Hậu cần
Chuyến thăm Hoa Kỳ đầu tiên của Giáo hoàng Phanxicô trên cương vị lãnh đạo Vatican đã tạo ra thách thức về an ninh chưa từng có đối với những lực lượng hành pháp và cơ quan an ninh nước này, bao gồm Cục Điều tra Liên bang (FBI) và Bộ An ninh Nội địa Hoa Kỳ (DHS). Trong bản tin nội bộ của FBI và DHS, các lực lượng an ninh của Hoa Kỳ xếp các hoạt động có liên quan đến Giáo hoàng Phanxicô vào nhóm "sự kiện an ninh đặc biệt của quốc gia". Lực lượng Mật vụ Mỹ đảm trách nhiệm vụ điều phối chiến dịch an ninh khổng lồ, với sự yểm trợ từ FBI, Cảnh sát thủ đô, lực lượng Tuần duyên và Lầu Năm Góc. Bên cạnh đó, một hệ thống phân tích tình báo xuyên quốc gia theo dõi bất cứ dấu hiệu nào có thể đe dọa đến an toàn của giáo hoàng. Chỉ riêng tại New York, ít nhất 7.000 cảnh sát mặc đồng phục và hàng ngàn cảnh sát chìm được triển khai trên đường phố. Theo Phó giám đốc Cảnh sát New York John Miller, chuyến thăm của Giáo hoàng Phanxicô "là sự kiện lớn nhất và phức tạp nhất trong lịch sử của lực lượng cảnh sát New York". Một khu vực tại trung tâm Philadelphia sẽ đóng cửa trong chuyến thăm của ông.

## Ảnh hưởng

### Chính trị
Trong lúc nghe Giáo hoàng Phanxicô phát biểu tại Quốc hội, Chủ tịch Hạ viện Hoa Kỳ John Boehner đã khóc và thể hiện niềm xúc động lớn. Ngày hôm sau, nhiều người bất ngờ khi nghe ông đưa ra tuyên bố từ chức. Ông nói rằng bản thân Giáo hoàng không khuyên ông từ chức nhưng ông cho biết cuộc gặp đó có ý nghĩa trong việc chọn thời điểm đưa ra quyết định từ chức.
Ngay sau khi Giáo hoàng lên tiếng kêu gọi các quốc gia cùng chung sức giúp giải quyết di dân vào châu Âu, Tổng thống Obama tức khắc loan báo nhận 10.000 người tỵ nạn từ Syria. Hai ngày trước khi đón Giáo hoàng, chính phủ Hoa Kỳ thông báo trong 2 năm tới sẽ nhận khoảng 200 ngàn người định cư ở Hoa Kỳ. Tổng thống Obama ủng hộ lời kêu gọi của giáo hoàng và có cùng quan điểm về chính sách hỗ trợ người di dân, là điều Giáo hoàng Phanxicô thường nói đến. Theo tin từ Nhà Trắng thì từ giờ đến cuối năm Tổng thống Obama sẽ đọc bài diễn văn nói về chính sách cải tổ luật pháp sao cho công bằng hơn, điều này cũng được các nhà quan sát chính trị và các viên chức Nhà Trắng xem là nằm trong khuôn khổ hợp tác làm việc chung giữa Tòa Thánh và Nhà Trắng, vì công bằng và bác ái chính là mục tiêu của Giáo hoàng và Tòa Thánh Vatican theo đuổi.
Theo đánh giá của truyền thông, chuyến đi này của Giáo hoàng Phanxicô được người dân Hoa Kỳ chào đón và quan tâm hơn nhiều chuyến thăm của Chủ tịch Trung Quốc Tập Cận Bình cùng thời điểm diễn ra. Báo New York Times bình luận, dẫu ông Tập đã có "màn chào sân" khá dễ chịu tại Seattle, chặng dừng chân đầu tiên của ông trên đất Mỹ nhưng chẳng phải vì tình cảm với thành phố này mà ông nán lại lâu, đợi đến 9 giờ sáng ngày 24 tháng 9 mới khởi hành rời khỏi Seattle. Tờ báo này đưa ra một lý do khác: tại Washington, một nhà lãnh đạo được mến mộ hơn, Giáo hoàng Phanxicô vào ngày hôm đó có lịch làm việc với quốc hội Hoa Kỳ. Ông Tập không muốn "đọ" với Giáo hoàng, người mang biệt danh "Giáo hoàng siêu sao nhạc rock" bởi sự hâm mộ mạnh mẽ mà công chúng dành cho ông. Thay vào đó, nhà lãnh đạo Trung Quốc muốn đảm bảo rằng đến khi ông đặt chân đến Washington D.C., vào lúc 17 giờ chiều cùng ngày, Giáo hoàng đã rời khỏi đó.

### Thương mại
Hãng sản xuất điện thoại thông minh lớn thứ hai thế giới Apple hôm 23 tháng 9 năm 2015 đã gửi email tới các khách hàng New York đã đặt hàng iPhone 6S hoặc 6S Plus mới thông qua gian hàng trực tuyến Apple Store, để cảnh báo họ có thể không nhận được hàng vào ngày 25 tháng 9 "do hạn chế giao thông dự kiến vào ngày đó ở New York." Lý do của việc hạn chế giao thông trên là sự kiện Giáo hoàng Phanxicô sẽ có chuyến thăm thành phố trong khoảng thời gian này và chính quyền thành phố phải triển khai các biện pháp an ninh để đảm bảo an toàn cho chuyến thăm.

### Ngoại lệ
Ngày 25 tháng 9, Liên Hợp Quốc quyết định thượng kỳ Tòa Thánh Vatican tại trụ sở nhân dịp Giáo hoàng Phanxicô đến thăm. Vì Tòa Thánh chỉ là một quan sát viên chứ không phải là thành viên của Liên Hợp Quốc và chưa có tiền lệ nào cho việc thượng kỳ của một quan sát viên, nên Chính quyền Quốc gia Palestine cũng yêu cầu Liên Hợp Quốc thượng cờ của họ vì Palestine cũng đồng tư cách quan sát viên như Tòa Thánh. Trong một thông cáo ngoại giao, Tòa Thánh cho biết họ không nỗ lực vận động cho việc thượng kỳ của họ, và ghi nhận nhiệm vụ được thiết lập từ xưa đến nay và truyền thống của Liên Hợp Quốc, từ năm 1945, theo đó chỉ có quốc kỳ các quốc gia thành viên mới được trưng bầy tại trụ sở và trong các văn phòng của Liên Hợp Quốc, và Tòa Thánh sẽ chấp nhận mọi quyết định của Liên Hợp Quốc về vấn đề này trong tương lai.
Có nguồn tin cho biết, khi Trung Quốc lên kế hoạch cho chuyến đi của ông Tập Cận Bình tới Washington trùng với lịch trình của Giáo hoàng Phanxicô, một số quan chức của Trung Quốc đã thăm dò khả năng để ông Tập có thể đọc một diễn văn trước Quốc hội Hoa Kỳ được không, vì đó là một vinh dự rất cao mới chỉ dành cho Thủ tướng Nhật Bản Shinzo Abe và nay là Giáo hoàng Phanxicô. Những quan chức đó của Trung Quốc được trả lời một cách lịch sự rằng - với vị trí của Trung Quốc là một đối thủ hơn là một người bạn - thì điều đó không thiết thực.

## Đánh giá
Tổng Thư ký Liên Hợp Quốc Ban Ki-moon nói Giáo hoàng Phanxicô "là người khiêm tốn và có lòng nhân đạo, và ngài là người lên tiếng cổ súy cho mục đích nhân đạo"... Cụ thể là ngay vào lúc mà thế giới này đang trải qua nhiều mâu thuẫn, người tị nạn, di dân, vi phạm nhân quyền, biến đổi khí hậu, chúng ta thực sự cần một tiếng nói đạo đức mạnh mẽ như Đức Giáo hoàng..." Nói về sự kiện giáo hoàng đọc diễn văn tại Đại hội đồng Liên Hợp Quốc, ông Ban nói: "Vào dịp này, hơn 150 nguyên thủ quốc gia và chính phủ trên thế giới sẽ tập trung, do đó, bạn không thể mong đợi bất kỳ sự tập trung nào đông đảo hơn, thu thập ý nghĩa nhiều hơn và quan trọng hơn của các nhà lãnh đạo thế giới, trong đó có Đức Giáo hoàng" và "Tôi rất biết ơn đức tính lãnh đạo giàu lòng thương xót của ngài dành cho hòa bình và nhân loại".